# Lifuka
Lifuka è un'isola delle Tonga. Amministrativamente appartiene alla divisione Haʻapai, nel distretto di Pangai, e ospita il capoluogo della regione stessa, Pangai.
La popolazione totale dell'isola era di 2 966 al censimento del 1996, con quasi due terzi residenti nella capitale: Pangai. Oltre alla capitale, i villaggi principali dell'isola sono Holopeka, Hihifo e Koulo. Nel 2021 la popolazione dell'isola è di 2 039.

## Storia
L'occupazione umana di Lifuka è molto antica, come testimonia il sito archeologico di Tongoleleka (vicino al villaggio di Hihifo) che ha rivelato ceramiche della cultura Lapita di circa 2700 anni.
Lifuka è il luogo in cui il capitano James Cook ha soprannominato le isole delle Tonga come The Friendly Islands (le isole amichevoli).
A Lifuka la nave Port au Prince gettò l'ancora per l'ultima volta il 29 novembre 1806. Fu qui che i tongani avrebbero massacrato il capitano Brown e 36 uomini del suo equipaggio di 62 uomini e bruciato la nave dopo aver rimosso tutte le sue armi e qualsiasi altra cosa trovassero utile. Uno dei sopravvissuti all'attacco, William Mariner, fece amicizia con il re e trascorse i successivi quattro anni nel regno prima di poter tornare in Inghilterra. Un incontro casuale con l'autore John Martin, al suo ritorno, ha portato alla pubblicazione del libro An account of the natives of the Tongan Islands: uno studio antropologico della prima civiltà nel Regno di Tonga. L'ancora del Port au Prince è stata riscoperta nel 2009 da un operatore subacqueo a Lifuka. Nell'agosto 2012 il relitto della nave è stato scoperto al largo dell'isola di Foa, sempre nelle Tonga.

## Geografia
Lifuka è un'isola corallina con una superficie totale di 11,42 km2. La maggior parte del suo territorio è ricoperta da vegetazione tropicale con foreste umide, piantagioni di taro, frutteti e palmeti di cocco.